# 바이쇼 치에코
바이쇼 치에코(일본어: 倍賞 千恵子, 1941년 6월 29일 ~ )는 일본의 배우이자 가수이다.
일본에서 《남자는 괴로워》 시리즈 (1969년 ~ 1995년)의 사쿠라 역으로 알려져 있으며, 1960년대 야마다 요지 감독의 영화에 많이 출연했다.
2004년에는 《하울의 움직이는 성》에 성우로 참가했다. 대부분의 국가의 더빙에서는 어린 소피와 늙은 소피를 다른 성우들이 목소리를 연기했으나, 바이쇼는 둘 모두의 목소리를 연기했다.(한국어판 더빙에서는 성우 손정아가 어린 소피와 늙은 소피를 모두 연기했다.)

## 개인사
- 동생은 바이쇼 미쓰코이다.
- 남편은 작곡가 고로쿠 렌지로이다.

## 출연

### 영화
- 《남자는 괴로워 시리즈》 1969년 ~ 1995년
- 1970년 《가족》
- 1977년 《행복의 노란 손수건》
- 1980년 《아득히 먼 산울림》
- 1981년 《역》
- 2004년 《숨겨진 검 오니노쓰메》
- 2005년 《이 가슴 가득한 사랑을》
- 2008년 《가베》
- 2009년 《호노카아 보이》
- 2020년 《461개의 도시락》 - 스즈모토 나쓰코 역

### 애니메이션
- 2004년 《하울의 움직이는 성》 - 소피 역
- 2019년 《날씨의 아이》 - 후미 역

### 드라마
- 1994년 《경부보 후루하타 닌자부로》
- 1997년 《기프트》
- 1999년 《스즈란》
- 2007년 《화려한 일족》 - 내래이션
- 2011년 《행복의 노란 손수건》